# Stauwehrsteg Engehalde

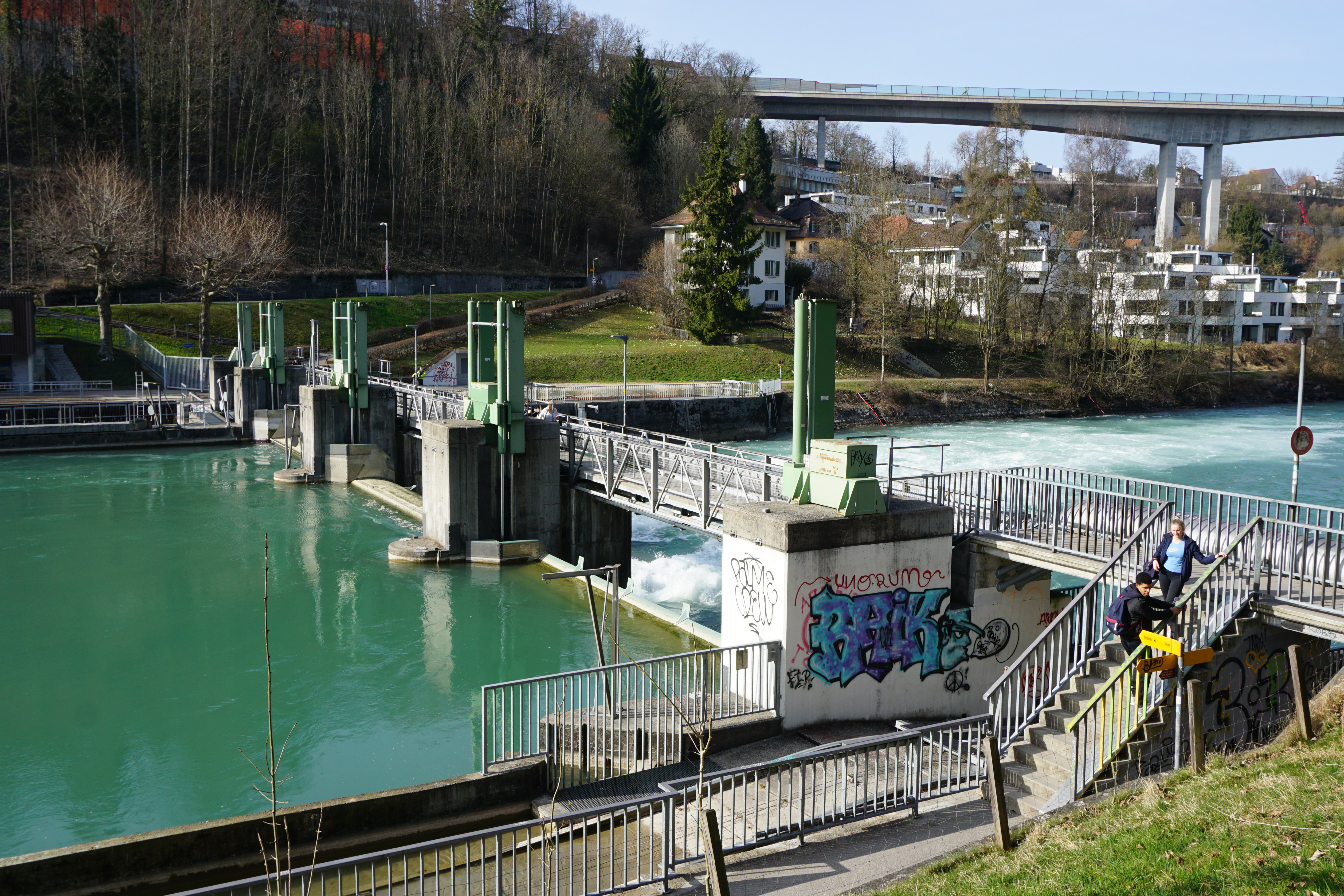
Engehalde-Stauwehr und Steg (2017)

Der Stauwehrsteg Engehalde ist ein kleiner Fussgängersteg über die Aare an der Hinteren Engehalde in der Stadt Bern.
Die Stahlbalkenbrücke entstand 1908 mit dem Bau des Stauwehrs Engehalde des Kraftwerks Felsenau der EWB. Der Steg wird auch Felsenausteg oder Engesteg genannt, wobei die Felsenau mehrere Kilometer flussabwärts, an der anderen Hügelseite, ist.
Der Steg hat eine Länge von 55,5 m und bildet den einzigen Übergang zwischen der Engehalbinsel und dem Nordquartier von Bern. Der Zugang führt vom rechtsufrigen Wehrweg zum gegenüber zur RBS-Station Felsenau und der Tiefenaustrasse ansteigenden Stauwehrrain. Der Fussgängersteg diente den Arbeitern der ehemals im Wylerquartier ansässigen Firma WIFAG als kürzeste Verbindung zu den firmeneigenen Wohnungen im Rossfeld. Über den Steg führt ein beliebter Wanderweg.
Die Überquerung der Brücke mit Motorfahrzeugen und Fahrrädern ist untersagt.